# Silla Instinkt
Silla Instinkt ist das vierte Soloalbum des Berliner Rappers Silla. Es erschien am 4. März 2011 über das Independent-Label I Luv Money Records.

## Entstehungsgeschichte
Sillas drittes Soloalbum City of God erschien im Oktober 2007, im kommenden Jahr begannen die Arbeiten an Silla Instinkt. Zudem veröffentlichte der Rapper im August 2008 gemeinsam mit Fler das Kollaboalbum Südberlin Maskulin. Anfang 2009 kündigte Silla die nahende Veröffentlichung von Silla Instinkt an. Er gab an, sich bis Ende Februar den Arbeiten am Album zu widmen und dieses bis dahin fertigzustellen.
Kurz darauf wurde bekannt, dass Silla sein ehemaliges Label I Luv Money Records verließ. Laut eigener Aussage sollte das Album über das Berliner Label Aggro Berlin veröffentlicht werden. Bereits Ende 2008 gab es Gerüchte, Silla sei bei Aggro Berlin unter Vertrag, nachdem er mit mehreren Songs auf dem Labelsampler Aggro Anti Ansage Nr. 8 vertreten war. Jedoch scheiterte dieser Plan, da Aggro Berlin kurz darauf schloss und der geplante Vertrag dadurch nicht entstand.
In der Folge wurde es ruhig um Silla. Anfang 2010 tauchte im Internet ein kurzer Ausschnitt vom Albumtrack Nur der Mond ist mein Zeuge mit Fler und Reason auf. Im April musste er seinen vorherigen Künstlernamen Godsilla ablegen, da sich der japanische Urheber Tōhō, Inhaber der Figur Godzilla, an Silla wendete und mit einer Namenrechtsklage drohte. Er entschied sich dazu, fortan nur noch unter dem Namen Silla aufzutreten.
Die ersten Veröffentlichungen unter dem neuen Namen folgten in Form von Freetracks und zahlreichen Gastbeiträgen auf Alben anderer Rapkünstler. So war er auf Alben von Azad, King Orgasmus One, RAF Camora, JokA, Massiv oder PA Sports zu hören. In dieser Zeitphase gründete Silla seine Rap-Crew Schnelles Geld mit JokA und MoTrip. Erst wurde von dieser Formierung ebenfalls eine Veröffentlichung Ende des Jahres angekündigt, jedoch wurde dies schnell verschoben.
Im August 2010 erschien eine Videobotschaft von Silla, in der er als Erscheinungsdatum den 8. Oktober 2010 nannte. Ebenso wurde bekannt, dass das Album nicht wie zuvor angedeutet über Flers Label Maskulin Digital erscheint, sondern über Sillas ehemaliges Label I Luv Money Records. Jedoch verstrich auch dieses Datum, und das Album wurde erst auf Ende November und danach auf Januar 2011 verschoben. Zudem gab Silla bekannt, dass nach Silla Instinkt und Schnelles Geld der zweite Teil vom Kollaboalbum Südberlin Maskulin mit Fler erscheinen werde.
In der Nacht vom 20. zum 21. Januar veröffentlichte Silla die Titelliste, das Veröffentlichungsdatum und das Cover von Silla Instinkt.
Insgesamt entstanden die 19 Songs im Zeitraum zwischen August 2008 und Januar 2011. Das Album musste wenige Tage nach Veröffentlichung aufgrund der großen Nachfrage nachgepresst werden.

## Titelliste
| #  | Titel                       | Gastmusiker                         | Produzent             | Länge |
| -- | --------------------------- | ----------------------------------- | --------------------- | ----- |
| 1  | 6ter Sinn                   |                                     | Djorkaeff & Beatzarre | 4:03  |
| 2  | Silla Instinkt 2011         | Bintia                              | Djorkaeff & Beatzarre | 3:36  |
| 3  | Streetkings                 | Navigator                           | Djorkaeff & Beatzarre | 2:56  |
| 4  | Live aus Berlin             | Fler                                | Djorkaeff & Beatzarre | 2:55  |
| 5  | Du schaffst das             | Shizoe                              | Djorkaeff & Beatzarre | 3:21  |
| 6  | An manchen Tagen            | MoTrip                              | Sinch                 | 3:51  |
| 7  | Wo bist du?                 |                                     | Djorkaeff & Beatzarre | 4:02  |
| 8  | Träumer / Jetlag            |                                     | Djorkaeff & Beatzarre | 4:07  |
| 9  | Deepthroat                  |                                     | Djorkaeff & Beatzarre | 3:05  |
| 10 | Killa                       | MoTrip und JokA                     | Sinch                 | 3:37  |
| 11 | Bandenkrieg                 | Nazar                               | Abaz                  | 2:53  |
| 12 | Nur der Mond ist mein Zeuge | Fler und Reason                     | Djorkaeff & Beatzarre | 3:29  |
| 13 | Süchtig                     | Bizzy Montana, Nicone und Navigator | Djorkaeff & Beatzarre | 3:46  |
| 14 | Ich hasse dich zu lieben    | Sarah Gad                           | Manuel Mayer          | 5:02  |
| 15 | Jeder Tag                   | RAF Camora                          | RAF Camora            | 3:44  |
| 16 | Marlboro Mann               |                                     | Djorkaeff & Beatzarre | 3:56  |
| 17 | Vogel, flieg                | Kitty Kat                           | Djorkaeff & Beatzarre | 4:15  |
| 18 | In meinem Himmel            | Azad und Manuellsen                 | Abaz                  | 3:41  |
| 19 | Back am Block               |                                     | Produes               | 2:38  |

## Gastbeiträge
Zwölf der 19 Titel enthalten Gastbeiträge anderer Künstler. So ist die Sängerin Bintia im Refrain von Silla Instinkt 2011 zu hören. Der Sänger Navigator tritt bei den Songs Streetkings und Süchtig in Erscheinung, an letzterem wirken ebenfalls der ersguterjunge-Rapper Bizzy Montana sowie Nicone mit. Der Sänger Shizoe wird bei Du schaffst das gefeaturet und die Rapperin Kitty Kat unterstützt Silla auf der ersten Singleauskoppelung Vogel, flieg. Der Aachener Rapper MoTrip tritt bei den Tracks An manchen Tagen und Killa als Gastmusiker in Erscheinung. Auf Killa ist auch der Bremer Rapper JokA zu hören. Gemeinsam bilden JokA, MoTrip und Silla das Trio Schnelles Geld. Sillas Kollabo-Partner Fler ist auf den Liedern Live aus Berlin und Nur der Mond ist mein Zeuge vertreten, bei letzterem wirkt außerdem der Rapper Reason mit. Auf Ich hasse dich zu lieben holt sich Silla Unterstützung von der Sängerin Sarah Gad. Die Österreicher Nazar und RAF Camora sind bei Bandenkrieg bzw. Jeder Tag zu hören und zu guter Letzt haben Azad und Manuellsen Gastbeiträge auf In meinem Himmel.

## Produktion
Der Großteil des Albums wurde von Djorkaeff und Beatzarre produziert. Die beiden Berliner Produzenten waren für die Beats zu 6ter Sinn, Silla Instinkt 2011, Streetkings, Live aus Berlin, Du schaffst das, Wo bist du?, Träumer / Jetlag, Deepthroat, Nur der Mond ist mein Zeuge, Süchtig, Marlboro Mann und Vogel, flieg! verantwortlich. Der Hannoveraner Hip-Hop-Produzent Abaz zeigte sich für die Produktionen von Bandenkrieg und In meinem Himmel zuständig. Die Lieder An manchen Tagen und Killa wurden von Sinch musikalisch untermalt. Manuel Mayer steuerte das Instrumental zur Ballade Ich hasse dich zu lieben hinzu. RAF Camora, der auf Jeder Tag auch als Gesangsfeature auftritt, hat dazu auch den Beat entwickelt. Zudem wurde der letzte Titel Back am Block von Produes produziert, der bereits für die drei vorherigen Soloalben Sillas Beats beisteuerte.
Die Abmischung übernahmen Beatzarre und RAF Camora. RAF Camora war für die Nachbearbeitung der Titel An manchen Tagen, Killa, Bandenkrieg, Jeder Tag und In meinem Himmel zuständig.

## Covergestaltung
Das Cover zeigt ein halbtransparentes Porträt von Silla im Vordergrund des Bildes. Er trägt ein schwarzes Unterhemd. Im Hintergrund ist die Skyline von Berlin während eines Sonnenuntergangs zu sehen. Quer über der Illustration befindet sich der Schriftzug Silla Instinkt. In der Mitte von Sillas Gesicht spiegelt sich der Berliner Fernsehturm. Im unteren Bereich des Titelbildes sieht man rote, dynamische Lichtspuren von Autos auf einer Straße. Am oberen Rand befindet sich der Schriftzug I Luv Money Records präsentiert.

## Versionen
Zusätzlich zur regulären Version gab es eine Version mit einem A1-Poster, das die Aufschrift Silla Instinkt und ein Bild von Silla zeigte, sowie ein auf 500 Exemplare beschränktes Angebot der CD zusammen mit einem Autogramm. Weiter war die CD auch im Verbund mit einem T-Shirt, das die Aufschrift Silla der K K.. Ihr wisst schon trug, erhältlich. Im Oktober kündigte Silla zudem die Veröffentlichung einer Premium Edition mit 30 Songs an. Jedoch wurde diese aus unbekannten Gründen nicht veröffentlicht.

## Vermarktung

### Freetracks
Silla veröffentlichte in der Zeitphase vor Silla Instinkt insgesamt sechs Freetracks. Der Titel Genauso, der im März 2009 entstand, wurde im Mai 2010 zum Jubiläum des offiziellen Forums von Fler als kostenloser Download angeboten.
Zwei Monate später erschien der Song Punisher bei clubbers-guide.cc als Exklusiv. Der Titel sollte ursprünglich auf dem Mixtape Glock in den Mund, das Silla 2008 mit Fler veröffentlichen wollte, sein. Jedoch wurde dieses nie veröffentlicht.
Kurze Zeit darauf veröffentlichte 16Bars das Video zum Freetrack Was ist Rap für dich? mit MoTrip. Der Song wurde Ende des Jahres mit allen anderen 16Bars-Exclusives als Download veröffentlicht.
Zu Beginn der 3. Staffel der Web-Serie Halt die Fresse erschien ein kostenloser Halt die Fresse Allstars-Song, auf dem neben zahlreichen anderen Rappern auch Silla vertreten war.
Im Oktober, kurz vor der Veröffentlichung von Haftbefehls Debütalbum Azzlack Stereotyp, kam ein hiphop.de-Exclusive mit dem Titel Columbine! heraus. Auf dem Song sind neben Haftbefehl und Silla auch Criz und Twin, mit dem Silla kurz zuvor den Song Illegal für dessen Online-Mixtape Dreckig, eisern & loyal aufnahm, zu hören. Laut Silla sollte der Song auf Azzlack Stereotyp veröffentlicht werden, jedoch wurde das Lied vom Album genommen, da dieses ansonsten indexgefährdet gewesen sei.
Ende Dezember erschien zudem der Freetrack Kinderaugen, der im Laufe der Arbeiten an Silla Instinkt aufgenommen wurde und ein Feature von Jonesmann enthält, als Gratisdownload veröffentlicht. Die im Lied vorhandene Melodie wurde wenige Wochen zuvor im Video einer Studio Session von Silla angespielt.
Im Februar veröffentlichte Silla zudem ein zehnminütiges Snippet von Silla Instinkt, in dem diverse Titel vom Album kurz angespielt wurden, um dem Hörer einen Gesamteindruck zu vermitteln.
Zusätzlich wurde Anfang März ein Kollabo Remix vom Albumsong Street Kings als Audio-Stream auf aggroTV veröffentlicht. Dabei rappten Silla, MoTrip, Said, KC Rebell, PA Sports, Amar, Chaker, Haftbefehl und Nazar auf den originalen Beat, zudem sang Navigator den Refrain.

### Singles
Silla veröffentlichte am 17. Dezember 2010 die erste offizielle Single Vogel, flieg über I Luv Money Records, auf der auch die Rapperin Kitty Kat zu hören ist. Die Single war nur digital erhältlich und enthielt neben der Originalversion auch eine Instrumentalversion des Liedes. Die Veröffentlichung verpasste die Top 100 der deutschen Singlecharts.

### Videos
Im Februar 2010 erschien ein Video zu Teilen des Songs King. Dieses wurde auf dem Sampler Affenzirkus – Hart und direkt veröffentlicht. Das Video wurde als 3D Kinetic Typography-Animation veröffentlicht.
Einige Monate später veröffentlichte er gemeinsam mit MoTrip ein Video zum 16Bars-Exclusive Was ist Rap für dich?. Das Video wurde ebenfalls von 16 Bars gedreht.
Bereits im Herbst 2010 kam das Video zum Albumsong Jeder Tag mit RAF Camora heraus. Das Video wurde wiederum von 16 Bars gedreht. Im Video gab es Gastauftritte von Bass Sultan Hengzt, Marc Reis, King Orgasmus One und JokA. Videoszenen wurden vor dem Friedrichshainer Restaurant Gobi und an der Spree gedreht.
Am Tag der Veröffentlichung von der ersten Single Vogel, flieg, dem 17. Dezember, wurde auch das dazugehörige Video präsentiert. Im Gegensatz zum Song, in dem auch Kitty Kat vertreten ist, zeigt das Video jedoch nur Silla. Statt Kitty Kat ist dort ein Mädchen zu sehen, das durch eine scherenschnittähnlich animierte Stadt läuft.
Im Januar 2011 erschien die dritte Videoauskoppelung Killa mit JokA und MoTrip. Das Video wurde von Maximilian Media Group gedreht. Die Videoszenen entstanden im Güterbahnhof Hannover-Nord. Im gleichen Zeitraum trat Silla im Rahmen der 3. Staffel der Webserie Halt die Fresse von AggroTV auf. Dort präsentierte er seinen Song Silla Instinkt 2011, bei dem Bintia als Gesangsfeature auftrat. Der Drehort war eine Erhöhung beim Potsdamer Platz in Berlin. Weiter wurde am 18. Februar ein Musikvideo zum Albumtrack Deepthroat auf maskulin.tv veröffentlicht. Der Clip wurde von Mozcito aufgenommen.
Zudem war Silla mehrmals als Künstler oder als Gastauftritt in Videos anderer Rapkünstler zu sehen. So wurde zum Track Zeitmaschine von PA Sports, der im Februar auf dessen Debütalbum Streben nach Glück erschien, Ende Oktober ein Video veröffentlicht. Das Video wurde von Holla at your Boyz Media Video Production produziert und über 16 Bars veröffentlicht. Bereits einige Monate zuvor, im April 2010, wurde zudem ein Video zum Song Fuck Tha Police von Azad, Silla und Navigator aus Azads Album Azphalt Inferno II verbreitet. Der Clip wurde unter der Regie von Ondro Ovesny gedreht. Die dazugehörige Single wurde am 9. April digital veröffentlicht.
Ebenfalls konnte man ein Video zum Titel Die Sterne, die auf’s Ghetto knallen, das auf Massivs Album Blut gegen Blut II erschien, sehen, das Ende Januar über AggroTV veröffentlicht wurde. Auch zum Titel Die Streets von Nicone und Silla wurde ein Video zur Verfügung gestellt. Der Clip wurde am 2. Februar auf AggroTV veröffentlicht. Der im Lied vorgetragene Titel erschien auf Nicones Debütalbum Nicotin. Im Video ist Blokkmonsta, Rapper und Labelchef von Hirntot Records, kurz zu sehen.
Zudem hatte Silla Gastauftritte in den Videos Beef von RAF Camora und Oldschool / Newschool von MoTrip.
Im Juni 2012 erschien außerdem noch ein Video zum Lied Ich hasse dich zu lieben.

### Live-Auftritte
Im Oktober und November 2010 begab sich Silla gemeinsam mit King Orgasmus One auf die Tournee Geld spielt keine Rolle. I-Luv-Money-Mitglied JokA war als Special Guest ebenfalls mit dabei. Die Tour startete am 6. Oktober in Berlin und endete am 20. November in Solingen. Dazwischen wurden Konzerte in Nürnberg, Kempten, Neu-Ulm, Osnabrück, Erfurt, Augsburg, Weinheim, Köln, Bochum, Hamburg, Braunschweig, Kassel, Stuttgart und Basel (Schweiz) gespielt. Silla spielte in diesem Rahmen auch einige Songs aus Silla Instinkt.

## Rezeption
| Professionelle Bewertungen | Professionelle Bewertungen |
| -------------------------- | -------------------------- |
| Kritiken                   |                            |
| Quelle                     | Bewertung                  |
| Juice                      | [ 43 ]                     |
| rappers.in                 | [ 44 ]                     |

Das Hip-Hop-Magazin Juice vergab dem Album vier von sechs möglichen Kronen. Es falle vor allem die Veränderung Sillas vom Battle-Rap zu eher tiefgründigeren Texten auf. So seien die Texte „mal melancholisch bis bewegend, wie in dem Song für seine verstorbene Schwester (‚Wo bist du?‘), mal sympathisch ungezwungen wie in der Sommerhymne ‚Jeder Tag‘ mit RAF Camora und gelegentlich etwas zu pathetisch wie in der für Straßenrap geradezu obligatorischen Du-schaffst-das-Nummer, die auf diesem Album der Einfachheit halber ‚Du schaffst das‘ heißt.“ Die Battletracks erfüllen zwar zumeist ihren Zweck, schießen jedoch gelegentlich über das Ziel hinaus. So möchte man im Song Deepthorat „aufgrund der Thematik nicht so genau hinhören“. Auch die Samples hustender und röchelnder Damen seien eher daneben. Die Produktionen wurden als fast durchweg gelungen bezeichnet, die Gastbeiträge seien jedoch teilweise überflüssig. So klängen einige Titel eher nach Füllmaterial. Insgesamt habe Silla Instinkt jedoch keine Totalausfälle und wisse trotz einiger Schwächen zu überzeugen.
Die Internetseite rappers.in bezeichnete Silla Instinkt als bisher persönlichstes und bestes Werk des Künstlers und bewertete das Album mit fünf von sechs möglichen Mikrofonen. Dabei wurden vor allem die Titel Ich hasse, dich zu lieben und An manchen Tagen hervorgehoben. Jedoch wurden auch die Battletracks wie Live aus Berlin und Silla Instinkt 2011 positiv erwähnt. Negativ erwähnt wurden einige schwächere Titel wie Du schaffst das, das von Redakteur Tony Sunshine als „stinklangweiliger Kopf-Hoch-Song par excellence mit einer unhörbaren Hook“ abgetan wurde. Weiter wurden die Gastbeiträge auf Silla Instinkt kritisiert, die „mit Ausnahme des vermeintlich schwächeren Geschlechts und MoTrip allesamt als ganz nett – jedoch keinesfalls als notwendig – abgehandelt werden“. Gelobt wurden hingegen die „qualitativ hochwertigen Beats mit Wiedererkennungswert“.
Der Berliner Rapper Sido schrieb auf der Plattform Twitter zu jedem Titel einen kurzen Kommentar und bewertete Silla Instinkt insgesamt als gutes Album.

## Chartplatzierungen
Das Album stieg in der 12. Kalenderwoche des Jahres 2011 für eine Woche auf Platz 30 der deutschen Albumcharts ein. Dies stellte die erste Chartplatzierung für Silla als Solokünstler und in der zehnjährigen Historie des Plattenlabels I Luv Money Records dar.